# Харвард (Небраска)
Харвард (енгл. Harvard) град је у америчкој савезној држави Небраска.

## Демографија
По попису из 2010. године број становника је 1.013, што је 15 (1,5%) становника више него 2000. године.
| Група             | 2000.       | 2010.       |
| Белци             | 864 (86,6%) | 757 (74,7%) |
| Афроамериканци    | 1 (0,1%)    | 2 (0,2%)    |
| Азијати           | 1 (0,1%)    | 3 (0,3%)    |
| Хиспаноамериканци | 123 (12,3%) | 240 (23,7%) |
| Укупно            | 998         | 1.013       |